# Ugo Piatti
Ugo Piatti (Milan, 1888-1953) est un peintre italien.

## Biographie
Ugo Piatti s'inscrit à l'Académie de Brera en 1903 et entre en contact avec les futuristes Milanais dans les premières années de la décennie suivante et collabore avec Luigi Russolo sur les machines intonarumori (faire du bruit). Il fait ses débuts à la Famiglia Artistica en 1911. Il accompagne Filippo Tommaso Marinetti lors de ses voyages à Londres, Paris et Prague après la première Guerre Mondiale. Son implication dans le mouvement Novecento Italiano par le biais de Margherita Sarfatti dans les années 1920, le pousse à une manipulation plus aisée du volume et il mettre l'accent sur le paysage, par des vues sur Milan ou la vie et des représentations de fleurs. Il expose ses œuvres à la quatorzième Biennale de Venise à l'Esposizione Internazionale d'Arte en 1924 et à Milan lors de la première et deuxième exposition du groupe Novecento Italiano en 1926 et 1929. L'une de ses œuvres est acheté par la Galleria d'Arte Moderna de Milan en 1935 et une exposition consacrée uniquement à ses œuvre a lieu à la galerie de Pesaro en 1938.